# Gerhard Küntscher
Gerhard Bruno Gustav Küntscher (* 6. Dezember 1900 in Zwickau; † 17. Dezember 1972 in Glücksburg (Ostsee)) war ein deutscher Chirurg und habilitierter Mediziner. Als Erfinder der Marknagelung gehört er zu den Pionieren der modernen operativen Knochenbruchbehandlung. Mit dem Gerhard-Küntscher-Preis der Internationalen Vereinigung für Osteosynthese werden alle zwei Jahre herausragende Forschungsarbeiten auf dem Gebiet der Unfallchirurgie ausgezeichnet.

## Leben
Küntscher war der Sohn von Gustav Hermann Küntscher (Direktor in der Webstuhlfabrik von Louis Schönherr in Chemnitz) und dessen Ehefrau Marie Therese geb. Gottschaldt. Der Ingenieur Wolfgang Küntscher war sein jüngerer Bruder.
Nach dem Besuch der Volksschule und des Reformrealgymnasiums trat Küntscher in den „Grenzschutz Ost“ (Freikorps v. d. Decken) ein und war im Jahr 1919 an den Kämpfen gegen die Rote Armee im Baltikum beteiligt. Anschließend studierte er bis 1925 Medizin und Naturwissenschaften an der Julius-Maximilians-Universität Würzburg, der Universität Hamburg und der Friedrich-Schiller-Universität Jena, wobei er im Physikum und der ärztlichen Prüfung jeweils Bestnoten erlangte. Im Jahr 1926 wurde er in Jena summa cum laude zum Dr. med. promoviert. Zunächst arbeitete er als Assistenzarzt an der Medizinischen Universitätsklinik in Jena und dann in den Jahren 1928 bis 1930 am Städtischen Krankenhaus in Freiberg (Radiologie und Innere Medizin).
1930 wechselte er als Assistent an die Universitätschirurgie in Kiel und blieb dort bis 1945. In dieser Zeit habilitierte er sich 1935 und arbeitete auf unterschiedlichen Stellen in der Chirurgie. Zur Zeit des Zweiten Weltkrieges diente Küntscher als Chirurg an der Ostfront. 1946 übernahm er die Chirurgische Abteilung des Kreiskrankenhauses Schleswig – Hesterberg. Von 1957 bis 1965 arbeitete Küntscher dann als medizinischer Direktor des Hafenkrankenhauses Hamburg. Bis zu seinem Tod verblieb er als Chirurg im St. Franziskus Krankenhaus in Flensburg. Gerhard Küntscher schrieb über 260 wissenschaftliche Arbeiten und mehrere Bücher. Dazu erhielt er mehrere Auszeichnungen. Seine Erfindung des Marknagels gilt als wichtige Erfindung, die maßgeblich zur Weiterentwicklung der Chirurgie beitrug. Zu seiner Beteiligung in der Zeit des NS ist bekannt, dass Küntscher seit 1930 Mitglied der NSDAP war und 1931/32 zum SA-Standartenführer und Gebietsleiter des Gebietes Nord des NS-Dozentenbundes und der Deutschen Dozentenschaft ernannt wurde. Gerhard Küntscher gehörte außerdem der Nationalsozialistischen Volkswohlfahrt und dem NS-Ärztebund an. Dazu war er an der Universität Kiel auch als Dozentenführer tätig und zeitweise auch Mitglied des Senats. Ihm konnte jedoch keine politische Betätigung nachgewiesen werden, obwohl er auch formell Parteimitglied war. Küntscher sei politisch jedoch nicht in Erscheinung getreten, sondern soll sich auf seine medizinisch-wissenschaftliche Arbeit konzentriert haben. Laut Küntscher selbst sei er nur aus beruflichen Gründen der Partei beigetreten, um an der CAU wirken und arbeiten zu können.

### Kiel
Um Viszeralchirurg zu werden, ging Küntscher im Jahr 1930 in die renommierte Chirurgische Klinik der Christian-Albrechts-Universität zu Kiel unter Wilhelm Anschütz. Dort arbeitete er bis 1945. Wilhelm Anschütz betraute ihn bald schwerpunktmäßig mit der Behandlung Verletzter und weckte so sein Interesse an der operativen Knochenbruchbehandlung. Die außerplanmäßige Assistentenstelle wurde mit monatlich 280 Reichsmark vergütet, eine auch für die damalige Zeit sehr geringe Summe. Küntscher wandte sich früh dem Nationalsozialismus zu. Er habilitierte sich 1935 in Kiel in der Chirurgie. Von 1936 bis 1942 arbeitete er dann als Privatdozent für Chirurgie. Nach der Emeritierung von Anschütz 1938 wurde Küntscher von Wilhelm Fischer übernommen.
Küntscher befasste sich während dieser Zeit mit Bau und Funktion des Knochengewebes; in Experimenten für seine Habilitationsschrift stellte er erstmals den Kraftfluss in Röhrenknochen dar und erforschte die Bruchheilung und Kallusbildung. Mit Ernst Pohl als kongenialem „Handwerker“ inaugurierte Küntscher die Technik der intramedullären Bolzung zur Marknagelung, wobei er sich nach eigenem Bekunden an Vorarbeiten der (weithin unbekannt gebliebenen) Mediziner Oskar Müller-Meernach und Georg Schöne orientierte.1939 führte er erstmalig seine Technik der Marknagelung an einem menschlichen Schaftbruch des Oberschenkelknochens durch, nachdem ein Ingenieur aus großer Höhe in ein Trockendock einer Kieler Werft gestürzt war und sich dabei multiple Brüche der Beckens und der Beine zugezogen hatte. Die „Innenschiene für Röhrenknochen“ ließ er sich kurz darauf, am 17. Dezember 1939, beim Reichspatentamt patentieren. Im März 1940 berichtet er dann erstmals auf dem 68. Chirurgenkongress in Berlin von seiner Technik, traf jedoch auf Ablehnung. Allein sein Chef Fischer sprang ihm so moderat wie entschieden bei, so dass die Technik in der Folge in Kiel weiter angewandt und in der Folge verfeinert wurde. Erst während des Zweiten Weltkrieges kam es zu einer schnellen Verbreitung seiner Technik. Auf dem Chirurgenkongress hatte Küntscher einen Marknagel mit V-förmigem Profil vorgestellt, dem im selben Jahr ein geschlitzter Marknagel mit kleeblattförmigem Querschnitt folgte. In das Jahr 1940 fällt auch seine Erfindung des sog. Gammanagels, der – immer weiter vervollkommnet – bis heute zum Standardrepertoire bei der Behandlung hüftgelenksnaher („pertrochantärer“) Oberschenkelbrüche zählt.
Küntscher arbeitete an der medizinischen Fakultät auf unterschiedlichen Stellen. Von 1930 bis 1936 war er außerplanmäßiger Professor, von 1936 bis 1942 Privatdozent und von 1942 bis 1945 außerordentlicher Professor. Zusätzlich war er von 1935 bis 1945 Senatsmitglied der CAU. Nach dem Zweiten Weltkrieg wurde er 1951 wieder als außerplanmäßiger Professor der medizinischen Fakultät der Christian-Albrechts-Universität zu Kiel ernannt. 1961 erlosch seine Lehrbefugnis. Im Jahr 1965 wurde er dann Ehrendoktor der mathematisch-naturwissenschaftlichen Fakultät.

### Zweiter Weltkrieg
Bereits vor Kriegsbeginn wird in der medizinischen Fakultät der Christian-Albrechts-Universität zu Kiel über die Ernennung von Küntscher zum Dozenten neuer Ordnung debattiert und verschiedene Stellen sprechen sich für seine Ernennung aus. Dabei hieß es in verschiedenen Empfehlungsschreiben, er sei ein „alter Kämpfer der Bewegung“ und „politisch verlässlich“. Seine Ernennung wird jedoch zunächst am 16. September 1939 durch den Rektor der Christian-Albrechts-Universität aufgrund interner Streitigkeiten und Konflikte zurückgestellt. Am 28. August 1941 wird Küntscher schließlich durch den Reichs- und Preußischen Minister für Wissenschaft, Erziehung und Volksbildung zum Dozenten der Chirurgie ernannt.
Im April 1941 kam für Küntscher der Gestellungsbefehl zum Heer, was eine Unterbrechung seiner wissenschaftlichen Arbeit bedeutete. Er wollte unbedingt nicht, wie zunächst vorgesehen, im Stabsdienst, sondern an der Front eingesetzt werden. Zunächst an der Ostfront eingesetzt, wurde Küntscher Ende 1942 nach Finnland versetzt. Über 22 Monate leitete er in Kemi ein Lazarett als sogenannter Beratender Chirurg, wo er seinen Nagel mit großem Erfolg einsetzte, so dass er in Skandinavien zum operativen Standard wurde, worüber später, 1947, der finnische Chirurg S. V. Rehnberg wissenschaftlich publizierte.  Zwischenzeitlich war Küntscher zum außerplanmäßigen Professor seiner Heimatuniversität in Kiel ernannt worden, nachdem 1942 die sanitätsdienstlichen Führer der Wehrmacht (Sauerbruch, Handloser, Frey, Böhler und Wachsmuth) bei einer Konferenz in Krasnodar die Einführung der Küntscher-Nagelung als Standardmethode befürwortet hatten. Diese außerplanmäßige Professur behielt er bis zum Kriegsende im Jahr 1945.
In der Folge erschienen unter der Autorenschaft seiner ehemaligen Kieler Kollegen und Vorgesetzten mehrere wissenschaftliche Arbeiten und Monographien zur Marknagelung, wobei indes an Küntschers Priorität kein Zweifel gelassen wurde. U. a. trug sein Freund und Kollege Richard Maatz viel zur Detailverbesserung der Instrumente bei. Die angesehenen Chirurgen Lorenz Böhler und Carl Häbler berichteten 1944 ausführlich über ihre Erfahrungen mit der Marknagelung. Außerhalb des deutschen Einflussbereiches blieb die Methode jedoch zunächst weitgehend unbekannt.
Im Rahmen seiner Tätigkeit als Kriegschirurg gelangen Küntscher auch weitere Erfindungen. Unter anderem entwickelte er gemeinsam mit der Firma Siemens-Reiniger einen auf Hochfrequenzbasis arbeitenden Metalldetektor, um bei Verwundeten die Suche nach Geschossen und Granatsplittern zu erleichtern. Diese im Jargon „Hosenjodler“ genannten Geräte erreichten in deutschen Lazaretten weite Verbreitung und wurden später zum Vorbild für amerikanische Weiterentwicklungen.
Küntscher arbeitete in Kemi (Finnland) bis zum September 1944, als Finnland einen separaten Waffenstillstand mit der Sowjetunion abschloss und sich anschließend im Lapplandkrieg gegen seinen einstigen Verbündeten wendete. Darauf verließ Küntscher Kemi in Richtung Norwegen und gelangte so wieder ins Reichsgebiet.
Das Kriegsende erlebte Küntscher als Patient auf einer Isolierstation eines Lazarettes in Schleswig, angeblich wegen einer Diphtherie. Bis heute ist ungeklärt, ob Küntscher tatsächlich erkrankt war oder ob er einer drohenden Verhaftung durch die Engländer entgehen wollte. Küntscher hatte nämlich seine Nagelungstechnik auch bei britischen und amerikanischen Kriegsgefangenen angewendet und musste befürchten, dass ihm die Alliierten – in Unkenntnis der wahren Beweggründe – menschenverachtende Humanexperimente vorwarfen. Tatsächlich erhob der damalige beratende Chirurg der Royal Air Force, Reginald Watson-Jones, genau diesen Verdacht. Allerdings hatte bereits am 12. März 1945 das angesehene amerikanische Nachrichtenmagazin Time einen Artikel veröffentlicht, in dem über die erstaunliche Heilung eines repatriierten ehemaligen amerikanischen Kriegsgefangenen nach einer Marknagelung berichtet wurde. Bald wurde allgemein klar, dass die vermeintlich unethischen Operationen den Beginn einer neuen Epoche in der Unfallchirurgie markierten. In der Folge war es gerade die amerikanische Unfallchirurgie, die Küntschers Verdienste hervorhob und seine Methode immer weiter ausfeilte. Edvin F. Cave, der Chef der Unfallchirurgie des Massachusetts General Hospital, rühmte 1952 die neue Technik als einen der großen Jahrhundertfortschritte bei der Frakturbehandlung.

### Nachkriegszeit

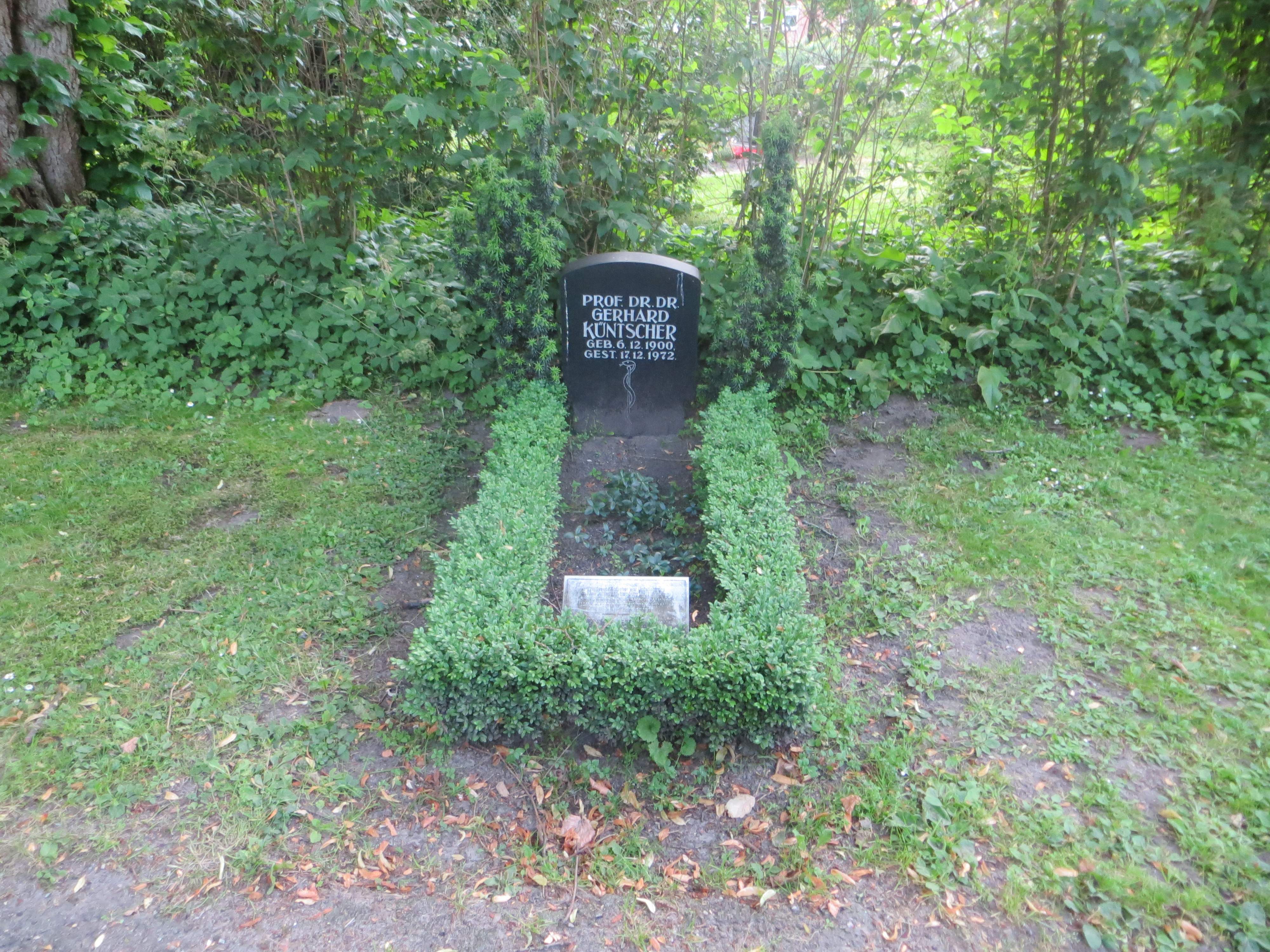
Grab auf dem Mühlenfriedhof (Schild mittlerweile entfernt)

Küntschers Lazarettaufenthalt konnte nicht verhindern, dass er in englische Gefangenschaft geriet. Nachdem sich jedoch die gegen ihn erhobenen Vorwürfe als gegenstandslos herausgestellt hatten, bemühte sich die britische Militärverwaltung darum, ihn (wie Heinrich Dräger in Lübeck) für sich zu gewinnen und betraute ihn mit der Leitung des Lazaretts. Dank seiner Initiative wurde es im Jahr 1948 zum Kreiskrankenhaus und 1951 zum Stadtkrankenhaus Schleswig-Hesterberg ausgebaut.
Während seiner Chefarztzeit in Schleswig schrieb Küntscher eine über 400 Seiten starke Monographie für die US Navy unter dem Titel The Marrow Nailing Method, die 2006 erneut aufgelegt wurde. Dies war das erste Mal, dass er als Hauptautor in Erscheinung trat.
Nach seiner Entnazifizierung im Jahr 1949 wurde Küntscher, nachdem er bereits zuvor einen Antrag zur Wiedererlangung seiner Lehrbefugnis gestellt hatte, am 11. Mai 1951, durch den Ministerpräsidenten von Schleswig-Holstein, erneut zum außerplanmäßigen Professor ernannt. Dabei wurden insbesondere seine Errungenschaften in Bezug auf die Marknagelung hervorgehoben.
Am 10. April 1957 wurde Küntscher zum Ärztlichen Direktor des Hamburger Hafenkrankenhauses berufen. In Kiel ließ er sich während dieser Zeit beurlauben. Aufgrund seiner Beurlaubung und der Nichterfüllung seiner Lehrtätigkeit über mehrere Jahre hinweg, stimmte die medizinische Fakultät in Kiel am 8. Februar 1962 für die Erlöschung seiner Lehrerlaubnis, woraufhin auch sein Beamtenverhältnis aufgelöst wurde. 1965 gegen seinen Willen als Ärztlicher Direktor am Hamburger Hafenkrankenhauses pensioniert, war er bei seinen anschließenden Vortragsreisen (Spanien, USA) nicht mehr auf die Zustimmung des Gesundheitssenators Walter Schmedemann angewiesen, der ihm Versagen bei den unumgänglichen Verwaltungsaufgaben vorgeworfen hatte. Küntschers Versuch, ein „Nagelzentrum“ in Barcelona aufzubauen, scheiterte jedoch.
In verschiedenen Zeitungsinterviews um das Jahr 1966, bezieht er Stellung zu seiner Pensionierung und seinem Ausscheiden aus der universitären Lehre. Er behauptete dabei, er sei aufgrund mangelnder politischer Kontakte und Parteibeziehungen trotz seiner Qualifikation nicht an eine Universität berufen worden.
Um in Schleswig-Holstein, aber „möglichst weit entfernt von Hamburg“ leben zu können, zog er an die Flensburger Förde und arbeitete ab 1967 als Gastarzt am St. Franziskus-Hospital in Flensburg. Er starb über der Neubearbeitung seines Buches an seinem Schreibtisch in Glücksburg. Seine Grabstätte ist auf dem Mühlenfriedhof in Flensburg.
Küntschers Lebenslauf bleibt nur lückenhaft rekonstruierbar, da Teile seiner Personalakte an der Christian-Albrechts-Universität zu Kiel fehlen oder von ihm selbst in den 50er Jahren nachgereicht wurden. So auch ein aktualisierter Lebenslauf, in dem wichtige Passagen seiner Laufbahn, insbesondere zu seiner nationalsozialistischen Vergangenheit, fehlen. Auf diese wurden sich in früheren, noch erhaltenen Schreiben, bezogen.

## Gegenwärtiger Umgang

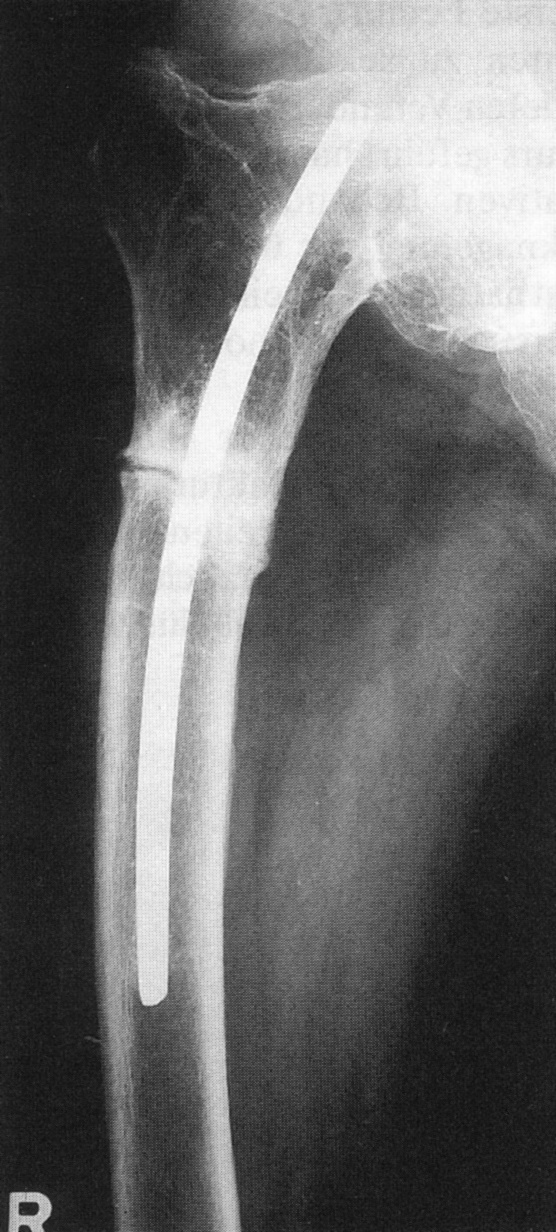
Küntschers Nagel nach 47 Jahren; bei der inzwischen 79-jährigen Patientin war es nunmehr zu einem Ermüdungsbruch des Oberschenkels und einer Verbiegung des Nagels gekommen.

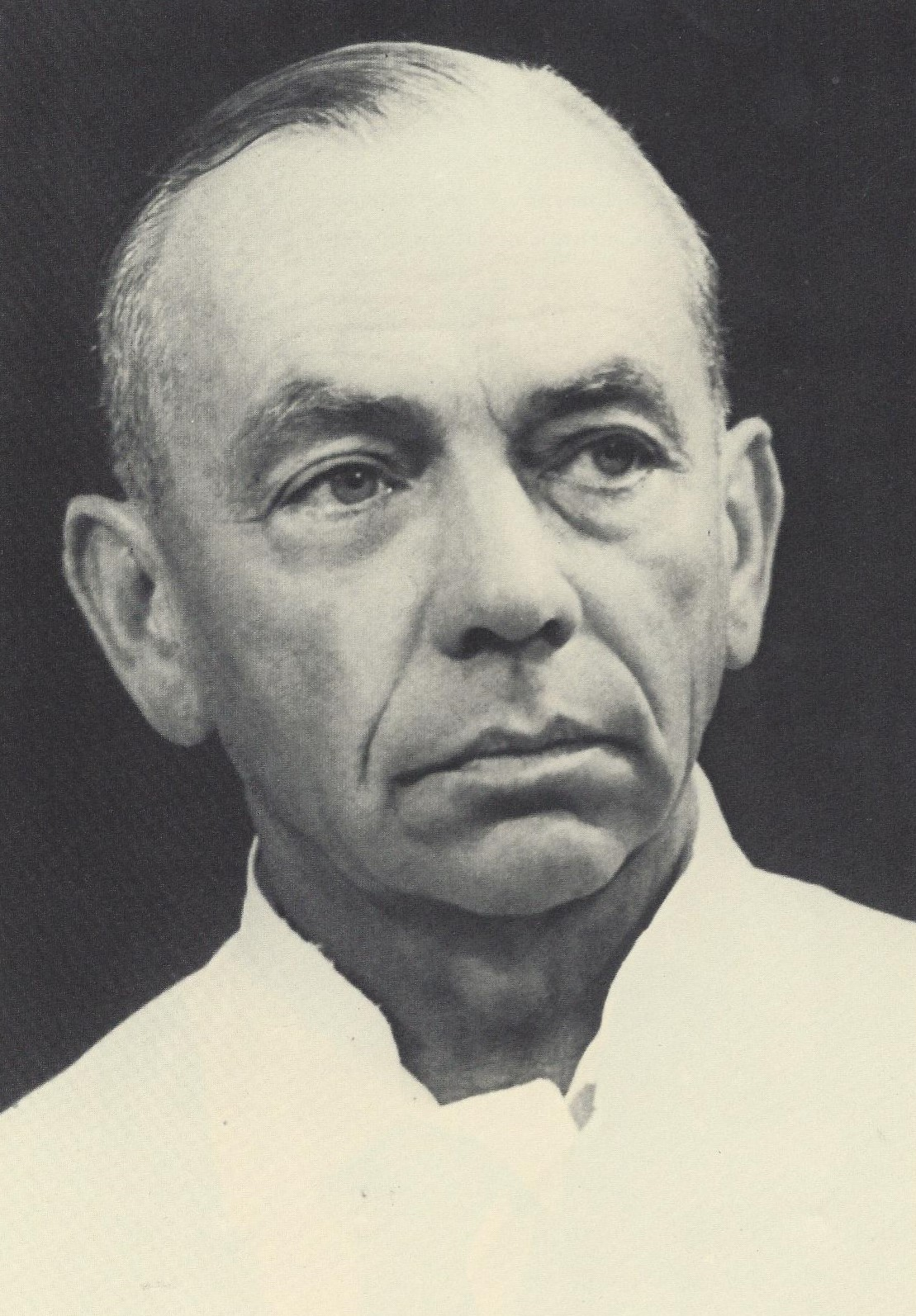
Richard Maatz

1983 wurde in Flensburg eine Straße in Gedenken an Gerhard Küntscher und seine Erfindung der Marknagelung benannt. Nach der beginnenden Aufarbeitung seiner nationalsozialistischen Vergangenheit und seiner Mitgliedschaften in der NSDAP und der SA durch einen Artikel im Schleswig-Holsteinischen Ärzteblatt vom Mai 2011, begann eine Debatte um eine mögliche Umbenennung der Straße. Die Stadt Flensburg beschloss 2012 die Umbenennung der Gerhard-Küntscher-Straße in die Schervier-Straße (nach Franziska Schervier), um sich von Küntscher und seinem nationalsozialistischen Hintergrund zu distanzieren. Die Umbenennung wurde trotz einer ablehnenden Haltung der Anwohnerinnen und Anwohner durchgesetzt. Bis heute bestehen noch zwei weitere Straßen in Schönkirchen bei Kiel und Murnau am Staffelsee, die nach Gerhard Küntscher benannt sind.

## Ehrungen und Gedenken
- Prix de Danis der Société Internationale de Chirurgie (1951) (siehe Robert Danis)
- Paracelsus-Medaille der deutschen Ärzteschaft (1972)
- Dr. rer. nat. h. c. der Christian-Albrechts-Universität (17. Februar 1965)
- Ehrenmitgliedschaft der Deutschen Gesellschaft für Chirurgie (17. Dezember 1972)
- Kongress der Unfallchirurgen von der Unfallchirurgischen Abteilung der Christian-Albrechts-Universität in Gedenken an Küntscher
- Gerhard-Küntscher-Straße in Flensburg (1983–2012)
- Professor-Küntscher-Straße in Murnau am Staffelsee
- Sonderausstellung „Durch Mark und Bein“ der Medizin- und Pharmaziehistorischen Sammlung in Kiel zum Leben und Wirken von Küntscher (2010)

## Veröffentlichungen (Auswahl)
- Die Bedeutung der Darstellung des Kraftflusses im Knochen für die Chirurgie. In: Archiv für klinische Chirurgie. Band 182, 1935, S. 489–551.
- Der Einfluß von Zug- und Druckkräften auf die Bruchheilung. In: Der Chirurg. Band 8, 1936, S. 440–445.
- Ergebnisse und Indikation der Schenkelhalsnadelung. In: Archiv für orthopädische und Unfallchirurgie. Band 40, 1939, S. 282–284 (39 Smith-Petersen-Nägel)
- Die Marknagelung von Knochenbrüchen. In: Klinische Wochenschrift. Band 19, 1940, S. 6 ff.
- mit Richard Maatz: Technik der Marknagelung. Leipzig 1945.
- The marrow nailing method. 1947
- Das Callusproblem Langenbecks. In: Archiv für klinische Chirurgie. Band 273, 1953, S. 835–843.
- The Küntscher method of intramedullary fixation. In: Journal of Bone and Joint Surgery. [Am] 40-A, 1958, S. 17–26.
- Voss’ operation in coxarthrosis. In: Acta Orthopaedica Belgica. Band 26, 1960, S. 248–250.
- Die Hypertrophie des Knochens. In: Bruns’ Beiträge zur klinischen Chirurgie. Band 207, 1963, S. 377 ff.
- The intramedullary nail of fractures. In: Clinical Orthopedics and Related Research. Band 60, 1968, S. 5–12.
- Intramedullary nailing of comminuted fractures. In: Langenbecks Archiv für Chirurgie. 1968.
- Marknagelung bei Pseudarthrosen. In: Zentralblatt für Chirurgie. Band 98, 1973, S. 1041–1047.